# Vegas del Condado

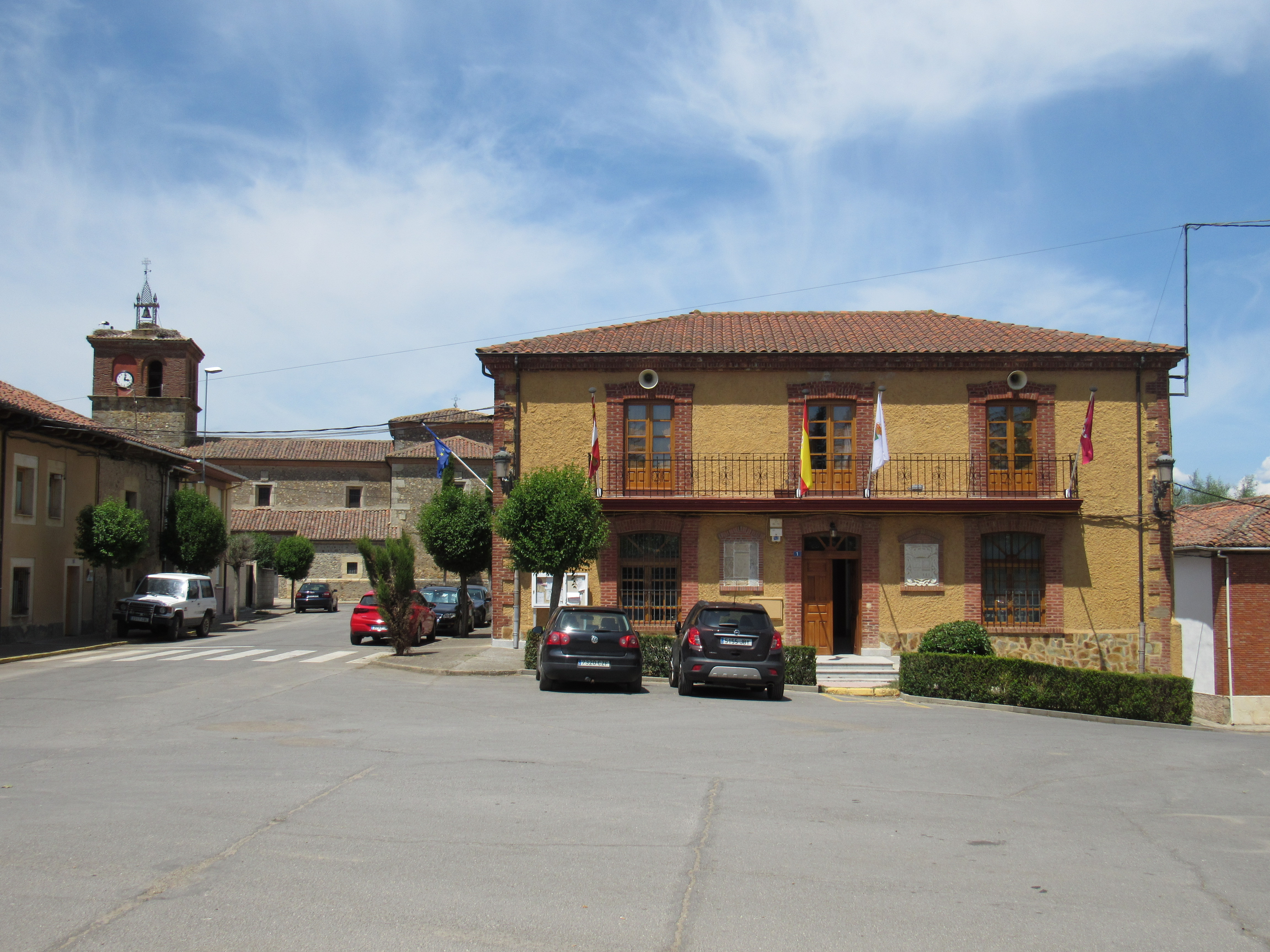
Gemeentehuis

Vegas del Condado is een gemeente in de Spaanse provincie León in de regio Castilië en León met een oppervlakte van 122,90 km². Vegas del Condado telt 1.158 inwoners (1 januari 2016).